# Pikku Palkkujärvi
Pikku Palkkujärvi är en sjö i Kiruna kommun i Lappland och ingår i Torneälvens huvudavrinningsområde. Sjön har en area på 0,152 kvadratkilometer och ligger 368,1 meter över havet.

## Delavrinningsområde
Pikku Palkkujärvi ingår i det delavrinningsområde (760453-175781) som SMHI kallar för Ovan Saarijoki. Medelhöjden är 431 meter över havet och ytan är 57,26 kvadratkilometer. Räknas de 8 avrinningsområdena uppströms in blir den ackumulerade arean 172,52 kvadratkilometer. Ainattijoki som avvattnar avrinningsområdet har biflödesordning 3, vilket innebär att vattnet flödar genom totalt 3 vattendrag innan det når havet efter 447 kilometer. Avrinningsområdet består mestadels av skog (59 procent), sankmarker (27 procent) och kalfjäll (12 procent). Avrinningsområdet har 1,31 kvadratkilometer vattenytor vilket ger det en sjöprocent på 2,3 procent.